# Onorificenze finlandesi
Elenco delle onorificenze e degli ordini di merito e cavallereschi distribuiti dalla Finlandia.

## Ordini cavallereschi
| Nastro | Onorificenza                     |
| ------ | -------------------------------- |
|        | Ordine della croce della Libertà |
|        | Ordine della Rosa bianca         |
|        | Ordine del Leone di Finlandia    |
|        | Croce di Mannerheim              |

## Medaglie militari e di benemerenza
| Nastro | Onorificenza                                 |
| ------ | -------------------------------------------- |
|        | Croce al merito sportivo                     |
|        | Croce al merito olimpico                     |
|        | Croce al merito della Croce Rossa finlandese |
|        | Medaglia del salvataggio                     |
|        | Medaglia al merito militare                  |
|        | Medaglia di beneficenza                      |
|        | Croce al merito per invalidi di guerra       |
|        | Croce al merito della polizia                |
|        | Croce al merito della guardia di frontiera   |
|        | Croce al merito dei vigili del fuoco         |
|        | Medaglia della protezione civile             |
|        | Croce al merito per il servizio carcerario   |
|        | Croce al merito per il servizio doganale     |

## Medaglie commemorative
| Nastro | Onorificenza                                       |
| ------ | -------------------------------------------------- |
|        | Medaglia commemorativa della guerra d'indipendenza |
|        | Medaglia commemorativa della guerra 1939-1940      |
|        | Medaglia commemorativa della guerra del 1941-1945  |
|        | Medaglia per la campagna di sminamento             |

## Altre decorazioni
| Nastro | Onorificenza                                          |
| ------ | ----------------------------------------------------- |
|        | Ordine del Santo Agnello di Dio                       |
|        | Croce di Sant'Enrico di Uppsala                       |
|        | Croce di Michele Agricola                             |
|        | Medaglia pro ecclesia                                 |
|        | Medaglia di merito della società economica finlandese |
|        | Medaglia di Helsinki                                  |